# Aelle (rivista)
Aelle (o AL, acronimo di Alleanza Latina), negli ultimi tempi divenuta AL Magazine per problemi con un'altra rivista dal nome simile, era una rivista italiana di cultura hip hop nata nel 1991 a Genova. Nel 2001, per via anche della crisi del rap italiano di quegli anni, la rivista pubblicò il suo ultimo numero, il cinquantatreesimo, nel mese di marzo.

## Storia

### Contesto
Sul finire del 2001, in Italia la cultura hip hop stava attraversando una crisi di vendite ed era vista con snobismo e sospetto da gran parte della critica italiana, nonché a livello sociale. Andava crescendo una nuova forma culturale musicale, esplicitamente desiderosa di contaminazioni etniche, che rappresentava un elemento di rischio.
In Italia l'hip hop aveva attraversato un'espansione nel decennio precedente, anche grazie al fenomeno delle posse sviluppatosi tra la fine degli anni Ottanta e l'inizio dei Novanta negli ambienti antagonisti di sinistra, più avvezzi alla partecipazione a quel melting pot socio-culturale di cui si parlerà negli anni successivi, e al successo di gruppi come gli Articolo 31 e i Sottotono.
Fu in questo contesto che la rivista Aelle, nata nel periodo delle posse, divulgò per circa un decennio la cultura hip hop (e dunque anche la musica rap) in Italia.

### 1991: La nascita di Alleanza Latina
La rivista fu fondata a Genova da Claudio "Sid" Brignole nel 1991. Inizialmente pubblicata come fanzine con il titolo Alleanza Latina (nome derivante dal collettivo Latin Alliance di Kid Frost), vedeva gli uffici della sua redazione nel garage di casa e la collaborazione di Paola Zukar,. La fanzine veniva distribuita a mano nelle varie jam hip-hop della Penisola e nei negozi di dischi. I primi numeri (dal numero 1 al numero 6) sono realizzati in bianco e nero e contengono circa una ventina di pagine.

### 1993-1996: Aelle bimestrale a colori
Solo con il numero 7 (1993) la fanzine cambia formato e inizia ad essere stampata a colori. Contemporaneamente, anche il nome sulla copertina inizierà ad essere scritto Aelle.
Con il numero 13 (settembre 1995), la fanzine si allarga, diventando una rivista a tutti gli effetti iniziando ad essere venduta anche nelle edicole a cadenza bimestrale. Ora Aelle si occupa anche di recensire album di artisti rap non solo underground, ma anche quelli prodotti dalle major discografiche.
All'inizio del 1996, la rivista era ormai al suo apice: fu tra le prime riviste musicali a lanciare un sito web ufficiale, intervistò rapper molto noti come LL Cool J e proprio in quest'anno ottenne l'intervista esclusiva a 2Pac poco prima della sua morte.

### 1997-2001: Da Aelle mensile ad AL Magazine
A partire dal numero 33, in seguito al suo grande successo, la rivista passa da bimestrale a mensile.
Intorno al 1999, la rivista cambia nome in AL Magazine, per problemi con un'altra rivista dal nome simile, Elle.
Con la pubblicazione del numero 53 di febbraio/marzo 2001, la rivista chiuse i battenti in quanto, secondo la redattrice Paola Zukar, "Aelle ha chiuso perché ad un certo punto c'erano più rapper che pubblico.".